# Josip Iličić
Josip Iličić, född 29 januari 1988 i Prijedor i Bosnien, är en slovensk fotbollsspelare som spelar som offensiv mittfältare för Maribor.
Iličić föddes i Prijedor, nuvarande Bosnien och Hercegovina. Han flyttade tillsammans med sin mor Ana och bror Igor till Slovenien efter sin fars död, när han var ett år gammal. Trots att han föddes i Bosnien och Hercegovina har han valt att representera Sloveniens landslag.

## Klubbkarriär
Iličić började sin karriär hos Triglav Kranj och senare hos Britof. Nitton år gammal så flyttade han till SC Bonifika, där han spelade i näst högsta ligan i Slovenian. Där blev han upptäckt av scouter från Interblock, som han sedan spelade två säsonger för i högsta ligan. I slutet på säsongen 2009–10 åkte Interblock ur högstaligan. Trots att Iličić var ett av de största löftena i slovensk fotboll avslutade han säsongen som reserv.
21 år gammal blev Iličić uppringd av sportchefen Zlatko Zahovič i storklubben Maribor. Iličić tog chansen och flyttade till Slovenien näst största stad. Han gjorde avtryck direkt med två mål i Euro League mot Hibernian i juli 2010. Han gjorde även mål i nästa omgång när Maribor slog ut Palermo med sammanlagt 3-2. Dagen efter stod det klart att Iličić och lagkompisen Armin Bačinović hade skrivit på för just Palermo för 2,3 miljoner euro.

### Palermo
Han gjorde mål i sin andra match för Palermo mot regerande mästarna Inter. Bara fyra dagar senare den 23 september 2010, gjorde han mål igen mot nästa storklubb Juventus. Han grymma insatser mot storklubbarna fortsatte och han gjorde mål mot Fiorentina den 3 oktober 2010, och mot Roma den 28 november 2010.
Den 20 juni 2011 skrev Josip på ett femårskontrakt och tog tröjnummer 27. Säsongen 2011–12 fick Iličić svårare att hålla sin plats då han lagkompis Javier Pastore skördade stora framgångar innan han blev såld till Paris Saint-Germain F.C. och gjorde bara två mål på hela säsongen.
Den 17 mars 2013 spelade Iličić sin hundrade match för Palermo.

### Fiorentina
Den 23 juli 2013 skrev Josip Iličić på för rivalerna Fiorentina för en summa på €9 miljoner. Han gjorde 6 mål sin första säsong i Fiorentina. Säsongen 2014-15 gjorde han hela 10 mål och blev klubbens bästa målskytt tillsammans med Mario Gómez.

### Atalanta
Den 5 juli 2017 värvades Iličić av Atalanta.

### Maribor
Den 5 oktober 2022 blev Iličić klar för en återkomst i Maribor, där han skrev på ett kontrakt till 2025.

## Landslagskarriär
Iličić missade VM 2010 men fick debutera i landslaget den 11 augusti 2010.
Han gjorde sitt första mål den 10 september 2013 mot Cypern.